# コロン (記号)
コロン (英: colon) は、欧文の約物の一つ「:」である。自然言語、数学、コンピュータ言語等に用いられる。

## 歴史
英語の colon は、ラテン語の「colon」（複数 cola）に由来し、これはさらに 古代ギリシア語: κῶλον （手足、部分）にさかのぼる。ギリシャ語と韻文において、コロンという語は記号を指すことはなく、表現や文章の一節そのものを指し、完全な考えや文章の一節のことをいった。このことから、古文書においては写本上1行で書かれる一節または複数の節を指した。
紀元前3世紀にビュザンティオンのアリストパネスが考案した正書法では、そのような一節の終わりには中程度の長さの息継ぎが置かれ、これを中点「·」で示した。（この記号はときどき使われるに過ぎなかったが、現代ギリシャ語ではセミコロンにあたるアノテリアとして復活した）。その一方、2つの点を並べた記号「⁚」は終止符または話者が変わったことを示す記号として使われた。この記号の変種がコンマとピリオドの中間の長さの休止を示す記号として1600年前後に英語の正書法に導入された。18世紀になってもまだコロンはテキストを音読するときの休止の長さと関連づけられていたが、黙読が一般的になると別な定義に取ってかわられた。
イギリス英語では、かつてコロンのうしろにハイフンまたはダッシュをつけた「:—」が音読時の休止記号として使われ、「Dog's bollocks」（犬の金玉）と呼ばれたが、現在は廃れている。
ドイツ語: Doppelpunkt、フランス語: deux-points、ロシア語: двоеточие、朝鮮語: 쌍점 などはいずれも「2つの点」を意味する。中国語: 冒号は文章の出だし（冒頭・冒子）と本体を分ける記号であることを意味し、1919年に教育部に提出した「請頒行新式標点符号議案」でこの名称が用いられ、翌年正式に決定された。

## 似た記号
- 国際音声記号で長音を示す記号 [ː] は、コロンに似ているが、少し形が異なる。
- デーヴァナーガリーなどで用いられる音節末のh音を表すヴィサルガという記号(◌ः)。

## 自然言語での用法

### 国際的な用法

#### 引用
直接引用句を持つ複文の中で、引用句の前におく。1行内で使うほか、コロンと引用句の間で改行する（しばしば引用句をインデントする）こともある。現代英語では通常はコンマを使うが、形式ばった導入部（thus, following で終わる場合など）にはコロンを用いる。

#### 言い換え
説明・言い換え。「X: Y」は、「X、つまりY」「X、言い換えるとY」、あるいは文中でなく単独で使われた場合は「XはYである」と意訳できる。
- 「主題: 副題」の形で副題を表す。日本語訳では失われることが多い。
Rambo: First Blood Part II（ランボー/怒りの脱出）
Halo: Combat Evolved（ヘイロー コンバットエボルヴ）
- 一覧の前
There are three fruits: an apple, an orange, and a grape.（3つの果物がある、リンゴ、オレンジ、そしてブドウ）
The agenda are as follows: （アジェンダは以下の通り）
- 箇条書きの項目と内容
Subject: Xxxxxxxx

#### その他
- 時刻や時間の、時・分・秒を区切る。時刻としての使用は ISO 8601 で規定されている。
12:34:54（12時34分54秒・12時間34分54秒）
12:34（12時34分・12時間34分・12分34秒）
- 書物（特に聖書）の章番号と節番号を分ける。たとえば「ヨハネ1:15 (John 1:15)」はヨハネによる福音書第1章第15節。
- チェスの棋譜で、駒を取ることを表す。たとえば「Nf3」はナイト (N) がf3に移動することを表すが、「N:f3」はf3に移動してそこの駒を取ることを表す。

### ローカルな用法
- アメリカ式の公式な手紙の宛名の後（略式或いはイギリス式にはコンマ (,) を用いる）
Dear Sir: （拝啓）
Dear Mr. Tarou: （たろう様[男性]）
- スウェーデン語での宗教の聖人の敬称 Sankt（聖-）を「S:k」と略す。
- シリア語のシリア文字では、高い位置に書いたコロン (܃) は驚きもしくは休止を表し、低い位置に書いたコロン (܄) は祈りの詩の行末に使われる。
- アルメニア語のアルメニア文字では、句点としてコロンと類似の記号(։)が用いられる。ただし厳密にはこれはコロンではなくアルメニア語終止符（ARMENIAN FULL STOP, Unicode U+0589）と呼ばれる別の記号である。

## 数学での用法
- 除法（割り算）を表す。÷。日本語では「割る」と読む。（主にドイツやフランスで使われ、日本ではあまり使われない。）
- 比を表す。「対」（たい）と読む。除算と異なり、「{\displaystyle a:b:c}」のように3つ以上並べる記述も可能である。
- =（等号）と組み合わせた「{\displaystyle :=}」は、定義を表す。Unicodeでは1つの文字 ≔ (U+2254) が用意されている。
- 集合を、元を表す一時的な変数を使って定義する。たとえば、{\displaystyle \{x\in \mathbb {R} :10<x\}} は「10より大きい実数の集合」を定める。ただしこれは {\displaystyle \{x\in \mathbb {R} \mid 10<x\}} とも表す。
- 行列の内積を表す。たとえば、
{\displaystyle A:B:=\sum _{i}\sum _{j}A_{ij}B_{ij}\,}　（2つ目のコロンは「定義」）。

## コンピュータでの用法

### プログラミング言語
- いくつかのプログラミング言語では、ラベル（命令文の行に付ける名前）の終わりに使われ、goto文等のジャンプ先を示す。
例 loop:
- いくつかのプログラミング言語では「::」と二つ続けてスコープ解決演算子として使われる。
- Prologでは「:-」の形でホーン節の記述に使われる。
- BASICでは、行内での命令セパレータ（区切り）である。つまり、1行で複数の命令を実行させたいとき（IF 〜 THEN 〜 ELSE構文など、1行で書く必要があった）各命令の間にコロンを置く。これをマルチステートメントと呼び、処理系によっては容量の節約や実行速度のわずかな向上が見込めるが、ソースリストが読みにくくなるという弊害を伴いやすい。しかし、1行の入力で即時に実行されるダイレクトモードでは、複数の命令で処理を行いたいならば下の例のようにマルチステートメントを使う必要がある。
例 P=19800:T=1.05:PRINT P*T
- Object REXX では、ディレクティブの構文の前に::が置かれる（::CLASS, ::METHOD, ::REQUIRES, ::ROUTINES, ::ATTRIBUTE, ::CONSTANTなど）
- いくつかの言語で「:=」が代入を表す。なおそれらの言語では「=」は（代入ではなく）等号である。
- クエスチョンマーク(?)とセットで「A?true:false」という条件演算子を構成する。
- 範囲を表す。
  - MATLABや、その影響を受けたScilab、Octaveなどでは、等差数列からなるベクトル（配列）を表す。たとえば、「10:20」は「10 11 12 … 20」、「100:10:200」は「100 110 120 … 200」。
  - Pythonでは、スライス（リストの一部を取り出したもの）の添数の範囲を表す。たとえば「a[1:10]」。
  - Microsoft Excel では、セルの範囲を表す。たとえば「A10:20」は「セルA10からA20まで」。
- Pythonでは、そのほかに、ブロックの始まり、無名関数の定義、辞書型の初期化などを表す。

### その他のコンピュータ分野
- CP/Mやその影響を受けたMS-DOS・Windowsなどでは、ドライブレター（ドライブ文字）の後に置かれる。（Cドライブ→C:）
- Windows NT系OSのNTFSで、ファイル名またはディレクトリ名と代替データストリーム名の間に置く。
- Mac OSでは、フォルダ名の後に置かれる。これはUNIXの“/”やDOSの“\”に相当する。macOSのターミナル等のUNIX環境ではコロンはスラッシュに置き換えられる。
- URLを記述する際にスキームの後に記述する。（http://ja.wikipedia.org/, ftp:, mailto:など）
- Mediawikiで名前空間の後につける。
- trueコマンドの省略形。主にシェルスクリプトで使われる。
- 手打ちの図表で、縦省略記号 (⋮) の代用に使われる。
- IPv6アドレスを文字で表現する場合、16ビットずつの区切りにコロンを使用する。0の連続を"::"と表現する。例えば2001:db8::1。

## 版組み

### 大文字・小文字
アルファベットを使い文頭を大文字で始める言語では、コロンの後を大文字で始めるか小文字で始めるかが問題になる。
イギリスやヨーロッパ大陸の大半では小文字、アメリカ合衆国では大文字で始めることが多い。アメリカの The Chicago Manual of Style は、コロンの後に直接引用句または複数の文が続くときに大文字で始めるとしている。

### スペース
欧文では、伝統的に、コロンの前に狭いスペース、後に広いスペースが入れられてきた。フランス語では現在もこのスタイルだが、現在の英語では、コロンの前のスペースは入れず、後にのみ入れる。

日本語の横書き版組みでは、コロンを半角とし、その前後に4分角（1⁄4角）ずつのスペースを入れ、合わせて全角とする。等幅フォントでは、これら前後のスペースを含めた全角分のグリフが全角コロンにデザインされている。

### 天地方向（横組み）の位置の調整
iOSでは「12:34」のように時刻と見做される文字列を入力すると、コロンの天地位置が数字とズレて見えないよう自動調整される。コロンの後の数字を削除すると元通り下がる。

## 符号位置
| 記号 | Unicode | JIS X 0213 | 文字参照          | 名称                           |
| ---- | ------- | ---------- | ----------------- | ------------------------------ |
| :    | U+003A  | 1-1-7      | &#x3A; &#58;      | コロン colon                   |
| ˸    | U+02F8  |            | &#x2F8; &#760;    | modifier letter raised colon   |
| ܃    | U+0703  |            | &#x703; &#1795;   | syriac supralinear colon       |
| ܄    | U+0704  |            | &#x704; &#1796;   | syriac sublinear colon         |
| ፥    | U+1365  |            | &#x1365; &#4965;  | ethiopic colon                 |
| ᠄    | U+1804  |            | &#x1804; &#6148;  | mongolian colon                |
| ⁝    | U+205D  |            | &#x205D; &#8285;  | tricolon                       |
| ∶    | U+2236  |            | &#x2236; &#8758;  | 比 ratio                       |
| ꛴    | U+A6F4  |            | &#xA6F4; &#42740; | bamum colon                    |
| ꞉    | U+A789  |            | &#xA789; &#42889; | modifier letter colon          |
| ﹕   | U+FE55  |            | &#xFE55; &#65109; | small colon                    |
| ：   | U+FF1A  | 1-1-7      | &#xFF1A; &#65306; | コロン（全角） fullwidth colon |